# Volo Pamir Airways 112
Il volo Pamir Airways 112 era un collegamento passeggeri di linea dall'aeroporto di Konduz, Konduz, all'aeroporto Internazionale di Kabul, Afghanistan. Il 17 maggio 2010, il volo era operato da un Antonov An-24 che trasportava 39 passeggeri e 5 membri dell'equipaggio quando precipitò al suolo.

## L'aereo
Il velivolo coinvolto era un Antonov An-24, numero seriale (MSN) 27307903, registrato YA-PIS. Effettuò il primo volo nel 1972 e fu acquistato dalla Pamir Airways nel febbraio 2010; secondo fonti non ufficiali era stato acquistato tre mesi prima dell'incidente da una compagnia aerea bulgara.

## Passeggeri ed equipaggio
C'erano un certo numero di afgani a bordo dell'aereo. La BBC riportò che fossero a bordo sei stranieri, inclusi tre inglesi. Un passeggero statunitense fu riportato da una fonte del Dipartimento Statale. Il 21 maggio, l'investigatore capo dell'aviazione disse che un numero sconosciuto di australiani, pachistani e tajiki erano tra gli otto passeggeri stranieri a bordo dell'aereo.
L'equipaggio era composto da afgani.
| Nazione               | Passeggeri | Equipaggio | Totale |
| --------------------- | ---------- | ---------- | ------ |
| Afghanistan           | 28         | 5          | 33     |
| Regno Unito           | 3          | 0          | 3      |
| Turchia               | 3          | 0          | 3      |
| Tagikistan            | 3          | 0          | 3      |
| Stati Uniti d'America | 1          | 0          | 1      |
| Pakistan              | 1          | 0          | 1      |
| Totale                | 39         | 5          | 44     |

## L'incidente
Il volo 112 partì da Konduz alle 08:30 ora locale (UTC+4:30) e tutti i contatti con il volo vennero persi 10 minuti dopo. L'aereo aveva a bordo 39 passeggeri e 5 membri dell'equipaggio quando scomparve dai radar. Secondo i rapporti, l'aereo s era schiantato a Salang Pass, 100 chilometri a nord dell'aeroporto di Kabul, a una velocità di circa 220 nodi (410 km/h). Venne poi localizzato a soli 20 chilometri da Kabul. Le condizioni meteorologiche erano pessime: un comandante militare di alto livello aveva descritto le condizioni atmosferiche "...molto cattive. Nevica. Ci sono inondazioni".

## Le ricerche
Il governo afgano dovette richiedere la collaborazione della NATO. L'organizzazione inviò le squadre di ricerca verso l'ultima posizione nota del velivolo, ma furono obbligati ad arretrare di alcuni chilometri dal supposto luogo di impatto a causa del maltempo. Il colonnello responsabile del tratto meridionale del passo affermò "l'unico modo di cercare è a piedi. Gli elicotteri non possono farlo". La ricerca del velivolo riprese nella mattinata del 18 maggio, e l'area dello schianto venne localizzata a fine giornata, secondo Yalda Natiq, portavoce del Ministero dei Trasporti afgano. Le prime testimonianze sul fatto che i rottami dell'aereo fossero stati localizzati nel tardo martedì pomeriggio (18 maggio) risultarono essere false, e la ricerca continuò il mercoledì 19 maggio. La polizia afgana, gente del posto e gli elicotteri dell'International Security Assistance Force (ISAF) parteciparono alle ricerche. Il terreno roccioso e montuoso, la nebbia e la neve intralciarono nuovamente le ricerche.  Il 20 maggio fu annunciato il ritrovamento della coda del velivolo.
Il 21 maggio, le autorità raggiunsero la carcassa dell'aeromobile. "Parti dell'aereo precipitato sono dinanzi a me. Ci sono un certo numero di corpi qui attorno" affermò il ministro dei trasporti e dell'aviazione civile Mohammadullah Batash durante un collegamento telefonico dal luogo dell'impatto, distante 20 km da Kabul, sebbene inizialmente si era pensato che l'Antonov 24 fosse caduto a circa 100 km a nord ella capitale. "È troppo presto affermare che non ci sono superstiti, ma fino a dove possiamo vedere nessuno è rimasto vivo e la situazione qui è estrema - freddo, neve, vento" ribadì. ISAF informò che il luogo dell'impatto era situato ad una altitudine approssimativa di 13 500 piedi (4 100 m) nel Distretto di Shakardara nella provincia di Kabul.
Il 23 maggio 2010, la Pamir Airways confermava il ritrovamento dei resti dell'aereo e delle scatole nere e annunciava l'inizio di un'inchiesta per stabilire le cause dell'incidente.

## Le indagini
Un'inchiesta nel Regno Unito dichiarò che il rapporto sull'incidente aveva stabilito che la causa dell'incidente era stata l'incapacità del comandante di mantenere un'adeguata distanza dal terreno. L'equipaggio aveva contattato il controllo del traffico aereo per chiedere il permesso di scendere, e il controllore del traffico aereo aveva chiesto all'equipaggio di mantenere l'altitudine attuale, ma l'aereo aveva iniziato la discesa con il maltempo verso una zona montuosa. Il controllo del traffico aereo non aveva avvertito l'equipaggio che stava scendendo troppo velocemente e si trovava in pericolo. Inoltre, l'equipaggio aveva frainteso l'allarme del sistema di prossimità al suolo, a causa di problemi linguistici o di precedenti falsi allarmi.